# Georg Stolpe
Georg Stolpe, född 31 maj 1775 i Finland, död 26 maj 1852 i Nyköpings östra församling, Södermanlands län, var en svensk präst och ledamot av 1811 års psalmbokskommitté. Han finns representerad i de svenska psalmböckerna från 1819 till våra dagar med en bearbetning av en 1600-talstext.

## Biografi
Georg Stolpe föddes 1775 i Finland. Han var son till en boktryckare i Stockholm. Stolpe blev 1794 student vid Kungliga Akademien i Åbo och prästvigdes 26 juli 1800 i Åbo domkyrka. Han arbetade från 1800 till 1807 som pastorsadjunkt i Vasa församling. Under tiden där avlade han filosofie kandidatexamen i december 1800 och magisterexamen 1802 i Åbo. Från 1807 till 1809 arbetade han som pastorsadjunkt i Finska församlingen i Stockholm. Stolpe avlade 15 november 1809 pastoralexamen i Åbo och blev 1811 vikarierande pastor i Finska församlingen. Han blev 29 april 1812 kyrkoherde i församlingen och tillträdde samma år. Stolpe blev 1813 ledamot i samfundet Pro Fide et Christianismo och blev 1818 ledamot i psalmbokskommittén och evangeliebokskommittén. År 1824 blev han ledamot i kyrkolagskommittén. Stolpe utnämndes 13 augusti 1835 till kyrkoherde i Nyköpings östra församling, tillträdde 1836 och blev prost 1836. Han avled 1852 i Nyköpings östra församling.

### Familj
Stolpe var gift med Anna Kristina Slöör (1788–1878). De fick tillsammans sonen kamreren Karl Stolpe (född 1823) vid statskontoret, som var gift med Augusta Helin.

## Psalmer
- Den svenska psalmboken 1819
  - 47. O Jesus Krist, du nådens brunn (1695 nr 221, 1986 nr 546). (Bearbetad 1819).[2]
  - En vänlig grönskas rika dräkt gjort en egen melodikomposition som togs med i psalmboken Hemlandssånger 1891